# Potty Painter
Potty Painter, anche noto come Potty Painter in the Jungle, è un videogioco per ZX Spectrum, Commodore 64 e VIC-20 distribuito dalla software house Rabbit Software nel dicembre del 1983.

## Modalità di gioco
L'obiettivo del gioco è unire le linee tratteggiate attorno a una griglia di quadrati, ciascuno di dimensioni e valori diversi. Nel frattempo il giocatore deve evitare i nemici che cercano di catturarlo. Ad inizio partita, il giocatore ha 5 vite e 3 blocchi che gli consentono di frenare gli avversari per circa 10 secondi.
I livelli hanno come protagonista o una scimmia o un pittore, che devono evitare rispettivamente degli indigeni e degli orsacchiotti. Il completamento di un livello sblocca un gioco bonus, in cui si deve guidare un orsacchiotto verso una banana per ottenere 1000 punti extra.